# Perceval de Loriol

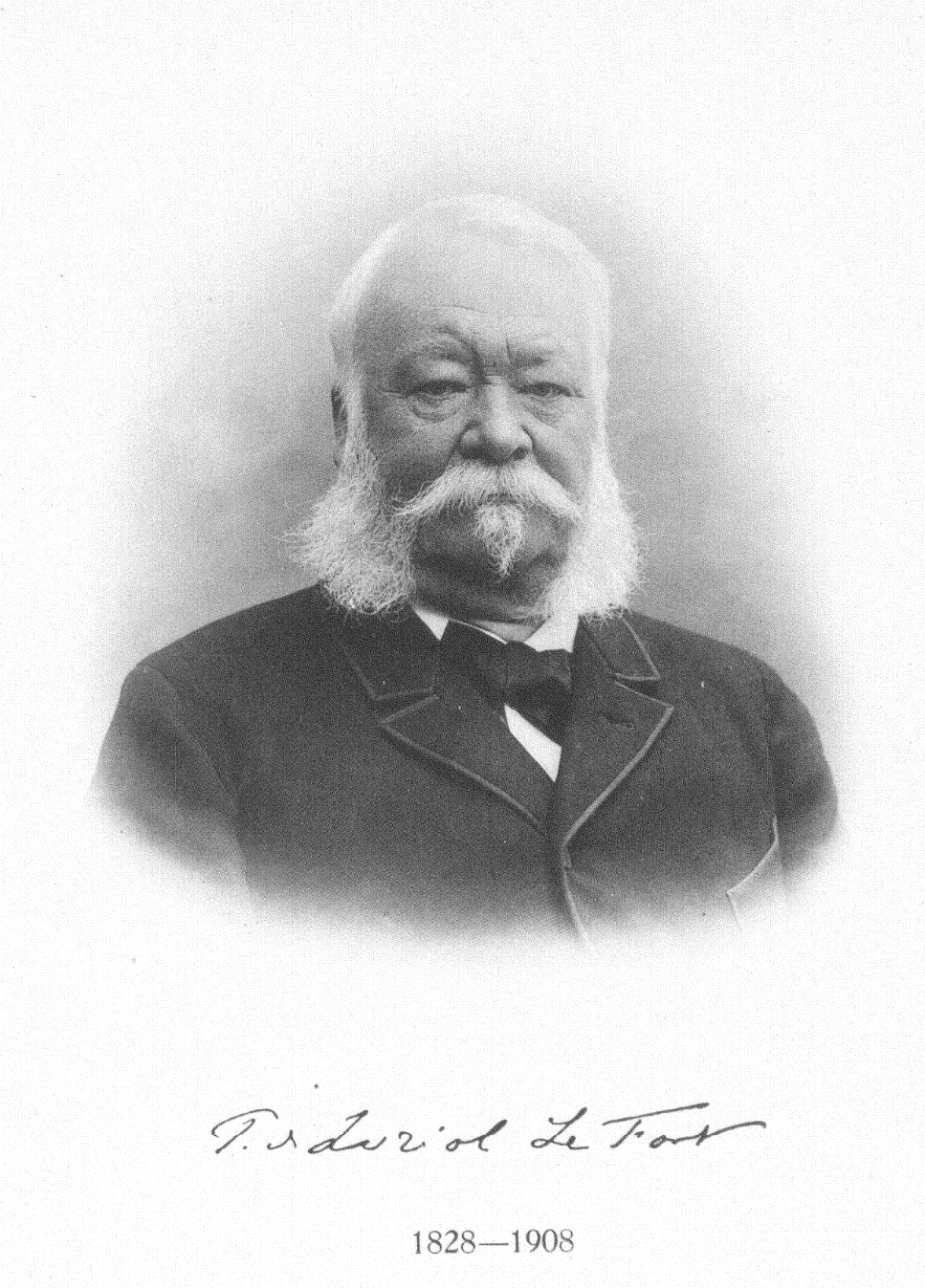
Undatiertes Foto

Charles Louis Perceval de Loriol, auch Loriol Le-Fort (* 24. Juli 1828 in Genf; † 23. Dezember 1908 in Cologny, reformiert, heimatberechtigt in Genf sowie Etoy), war ein Schweizer Paläontologe.

## Familie
Perceval de Loriol kam am 24. Juli 1828 in Genf als Sohn des Artillerieoffiziers Charles de Loriol und der Marie Sophie geborene de Portes zur Welt.
1855 heiratete er Louise Sophie Le Fort (1834-1909). Er verstarb am fünf Monate nach Vollendung seines 80. Lebensjahres in Cologny.

## Leben

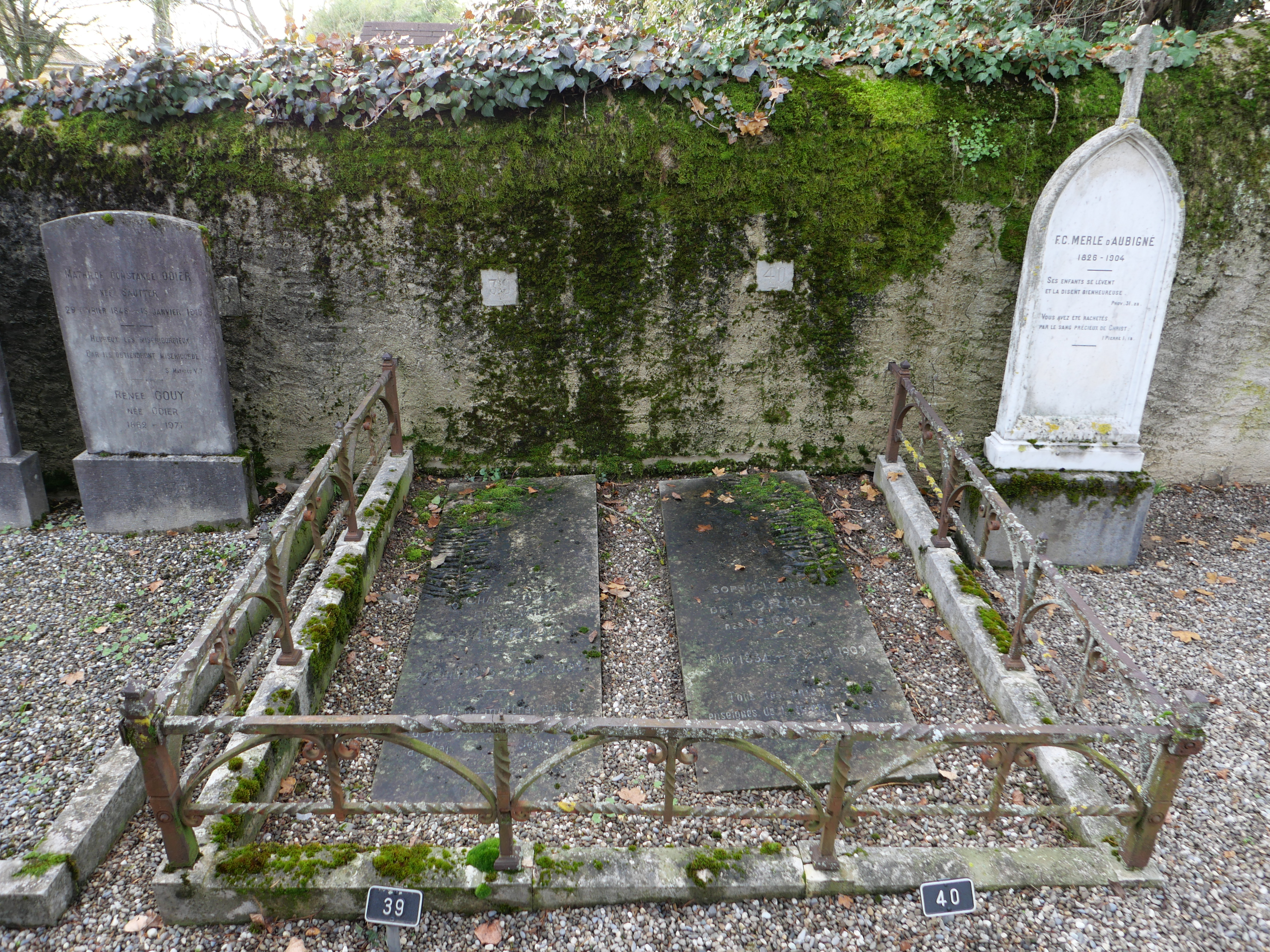
Das Grab von de Loriol (links) und seiner Frau auf dem Alten Friedhof von Cologny.

Perceval de Loriol verbrachte seine Jugend in der Waadt und in Genf, anschliessend absolvierte er an der Universität Genf bei François Jules Pictet die Studien der Naturwissenschaften und Paläontologie.
In der Folge war Perceval de Loriol zunächst kurzzeitig als Gutsverwalter in Genf und Lothringen angestellt, bevor er beinahe vierzig Jahre lang am Naturhistorischen Museum Genf tätig war. Daneben gehörte er als angesehener Paläontologe und Stratigraf zu den Mitgründern der Schweizerischen Paläontologischen Gesellschaft. Dazu wirkte er als Redakteur der "Mémoires de la Société paléontologique suisse".
Perceval de Loriol schrieb mehrere Monografien und zahlreiche kleinere Schriften, speziell über die jurassischen, kretazischen und alttertiären Echinodermen West- und Mitteleuropas sowie Nordafrikas. Seine Korrespondenz ist in der ETH-Bibliothek Zürich aufbewahrt. Er wertete die Fossiliensammlung, die er von Casimir Mösch erhalten hatte, aus.

## Schriften
- Monographie des Crinoides fossiles de la Suisse. Mémoires de la Société Paléontologique Suisse, Vol. IV, Première Partie, 1 - 52, Planches I – VIII, Ramboz et Schuchardt, Genf 1877.
- Monographie des Crinoides fossiles de la Suisse. Mémoires de la Société Paléontologique Suisse, Vol. V, Deuxième Partie, 53 - 124, Planches IX – IV, Genf 1878.
- Monographie des Crinoides fossiles de la Suisse. Mémoires de la Société Paléontologique Suisse, Charles Schuchardt, 125 - 300, Planches XV – XXI, Genf 1877–1879.
- Description des Échinides tertiaires de la Suisse. 2 parties. Genève; Basel; Paris 1875–1876. (Mémoires de la Société paléontologique suisse; 2 et 3).
- Monographie paléontologique des couches de la zone à Ammonites tenuilobatus (Badener Schichten) de Baden (Argovie). 2 parties. Paris; Basel; Genf 1881. (Mémoires de la Société paléontologique suisse; 7 et 8).

## Ehrungen und Auszeichnungen
- Die Universität Genf verlieh im Jahr 1902 Perceval de Loriol in Anerkennung seiner Leistungen auf dem Gebiet der Paläontologie die Ehrendoktorwürde.